# 沢井雄重
沢井 雄重（さわい　かつしげ）は、戦国時代から江戸時代初期にかけての武将。

## 来歴
沢井元政の子として誕生。
織田信長に仕え、永禄10年（1567年）に稲葉山城攻めで功を挙げた。永禄12年（1569年）、北畠具教の養嗣子となった茶筅丸（後の織田信雄）の傅役となり父の所領と合わせて4400貫文を治めた。天正10年（1582年）14,500貫をもって尾張国黒田城に入った。
天正12年（1584年）の小牧・長久手の戦いでは黒田城を死守して羽柴秀吉の調略に応じず、これを賞し後に徳川家康から感状と太刀が与えられた。天正14年（1586年）7月21日、信雄から合わせて15,465貫文の領地を賜ったとある（沢井家文書）。
天正18年（1590年）、小田原征伐に参陣し戦後に織田信雄が転封を拒否し改易となり禄を失うが、福島正則が尾張清洲に入ると従い、慶長5年（1600年）の会津征伐は尾張衆と共に清洲城在番（留守居役）大崎玄蕃の支配に入る。関ヶ原の戦いの前哨戦の竹ヶ鼻城攻めでは、福島軍が包囲し城の援軍として二の丸に詰めていた梶原三十郎と毛利広盛が旧知の仲であったため降伏させることに成功し、城主・杉浦重勝が自害し落城した。関ヶ原の戦い後に福島正則は広島に加増転封となるが雄重は尾張に残り、清洲藩に入った松平忠吉に仕え3000石を拝領（清洲分限帳）した。

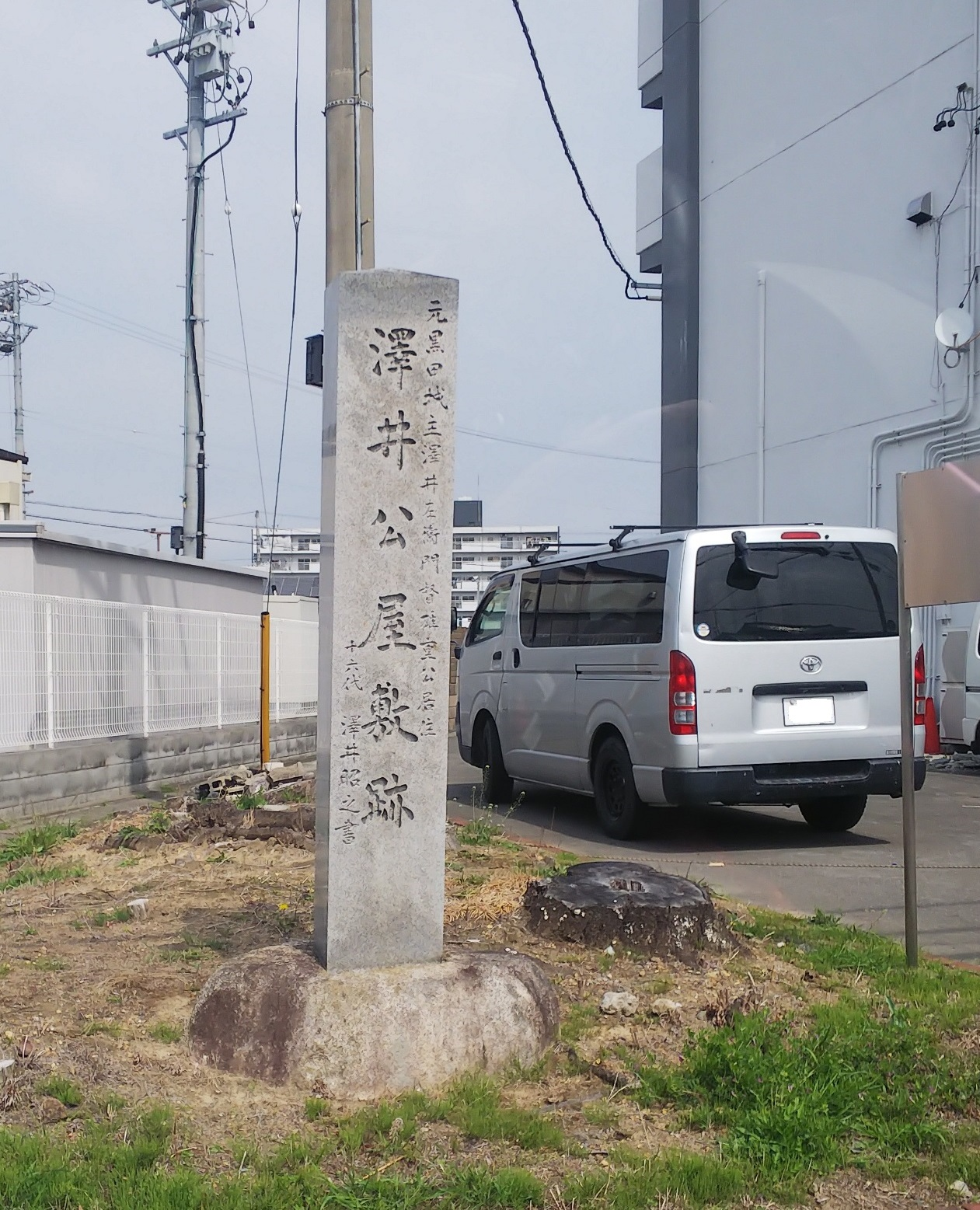
澤井氏屋敷跡の碑（一宮市）

慶長13年（1608年）、死去。